# Breitbrunn am Chiemsee

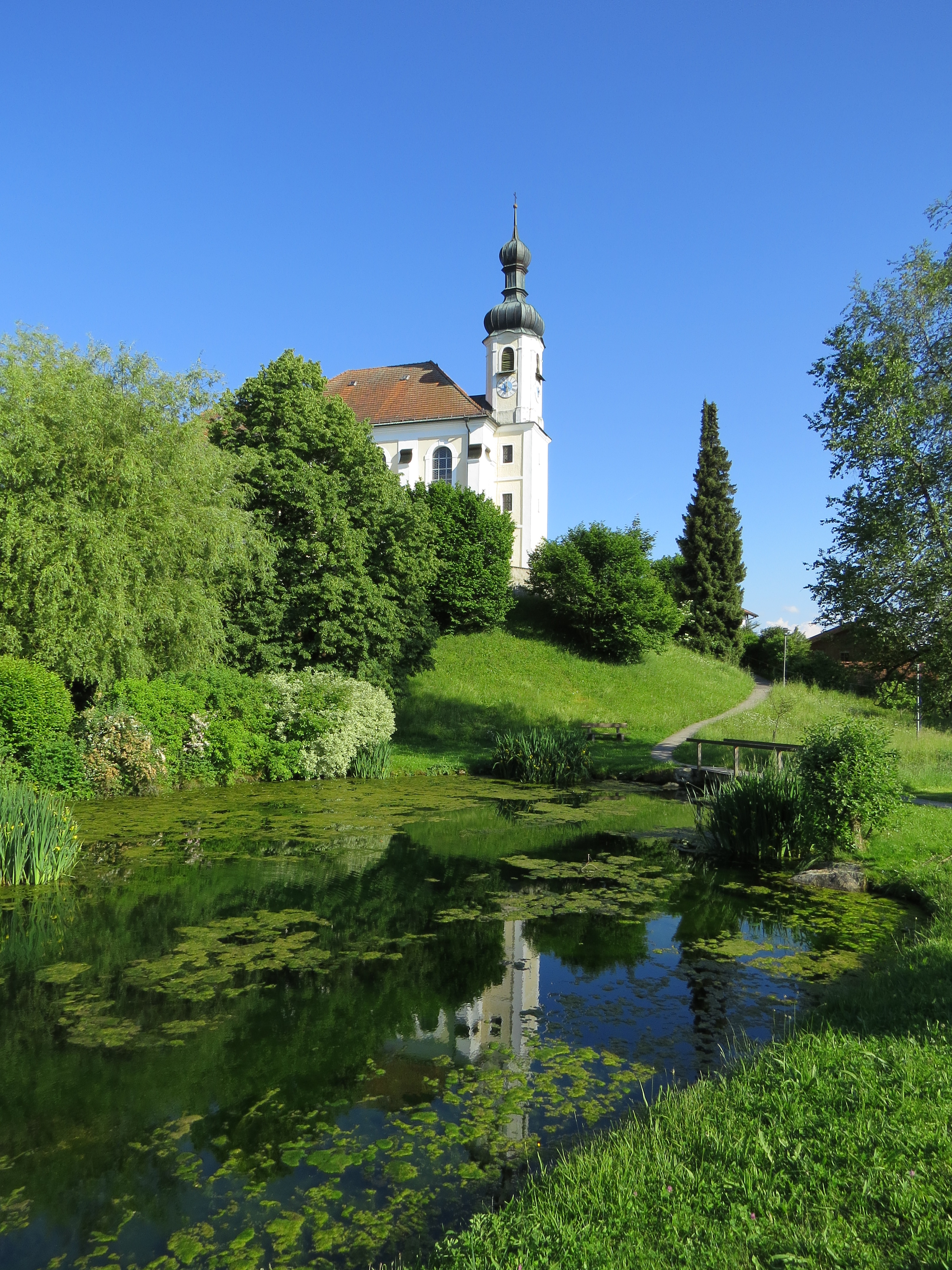
Kirche und Dorfweiher in Breitbrunn am Chiemsee

Breitbrunn am Chiemsee (amtlich: Breitbrunn a.Chiemsee) ist eine Gemeinde im oberbayerischen Landkreis Rosenheim. Der gleichnamige Hauptort ist Sitz der Gemeindeverwaltung und der Sitz der Verwaltungsgemeinschaft Breitbrunn am Chiemsee.

## Geographie

### Geographische Lage
Die Gemeinde liegt in der Region Südostoberbayern.
Am Nordufer des Chiemsees auf Moränenhügeln des Chiemseegletschers der letzten Eiszeit gelegen, besitzt Breitbrunn zudem die längste Uferlinie aller Anliegergemeinden. Die Ortschaft befindet sich jeweils 25 km von Rosenheim und Traunstein entfernt. Nach Bad Endorf und Prien am Chiemsee sind es jeweils 10 km, zur Bundesautobahn 8 (Anschlussstelle Bernau am Chiemsee) 14 km. Breitbrunn ist  verkehrsmäßig wenig erschlossen.

### Gemeindegliederung
Es gibt 20 Gemeindeteile (in Klammern ist der Siedlungstyp angegeben):
- Breitbrunn a.Chiemsee (Pfarrdorf)
- Breitenloh (Weiler)
- Frieberting (Weiler)
- Gattern (Einöde)
- Haus (Weiler)
- Holzen (Einöde)
- Kailbach (Weiler)
- Kämpfenthal (Einöde)
- Langbürgen (Einöde)
- Mooshappen (Weiler)
- Mühln (Dorf)
- Oberkitzing (Weiler)
- Sassau (Weiler)
- Stadl (Weiler)
- Stock (Weiler)
- Unterkitzing (Weiler)
- Urfahrn (Dorf)
- Westerhausen (Weiler)
- Wolfsberg (Dorf)
- Zell (Weiler)

### Natur
Folgende Schutzgebiete berühren das Gemeindegebiet:
- Naturschutzgebiet Eggstätt-Hemhofer Seenplatte (NSG-00154.01)
- Landschaftsschutzgebiet Schutz des Chiemsees, seiner Inseln und Ufergebiete in den Landkreisen Rosenheim und Traunstein als LSG („Chiemsee-Schutzverordnung“) (LSG-00396.01)
- Fauna-Flora-Habitat-Gebiet Chiemsee (8140-372)
- Fauna-Flora-Habitat-Gebiet Moorgebiet von Eggstädt-Hemhof bis Seeon (8040-371)

## Geschichte

### Bis zum 19. Jahrhundert
Breitbrunn am Chiemsee ist nachweislich einer der ältesten Siedlungsplätze am Chiemsee. Schon vor ca. 6000 Jahren lebten hier Menschen am Nordufer des Chiemsees.
Breitbrunn gehörte zum Rentamt Burghausen und zum Landgericht Kling im Kurfürstentum Bayern. Im Zuge der Verwaltungsreformen in Bayern entstand mit dem Gemeindeedikt von 1818 die heutige Gemeinde.
Von der Halbinsel Urfahrn ließ sich König Ludwig II. zu seinen Inspektionen auf Herrenchiemsee übersetzen – die Königstraße vom Ortsteil Wolfsberg nach Urfahrn zeigt dies noch heute an.

### Einwohnerentwicklung
Zwischen 1988 und 2018 wuchs die Gemeinde von 1249 auf 1542 um 303 Einwohner bzw. um 24,3 %.
| Jahr      | 1970 | 1987 | 1991 | 1995 | 2005 | 2010 | 2015 | 2020 |
| --------- | ---- | ---- | ---- | ---- | ---- | ---- | ---- | ---- |
| Einwohner | 1057 | 1260 | 1341 | 1364 | 1404 | 1458 | 1568 | 1626 |

## Politik

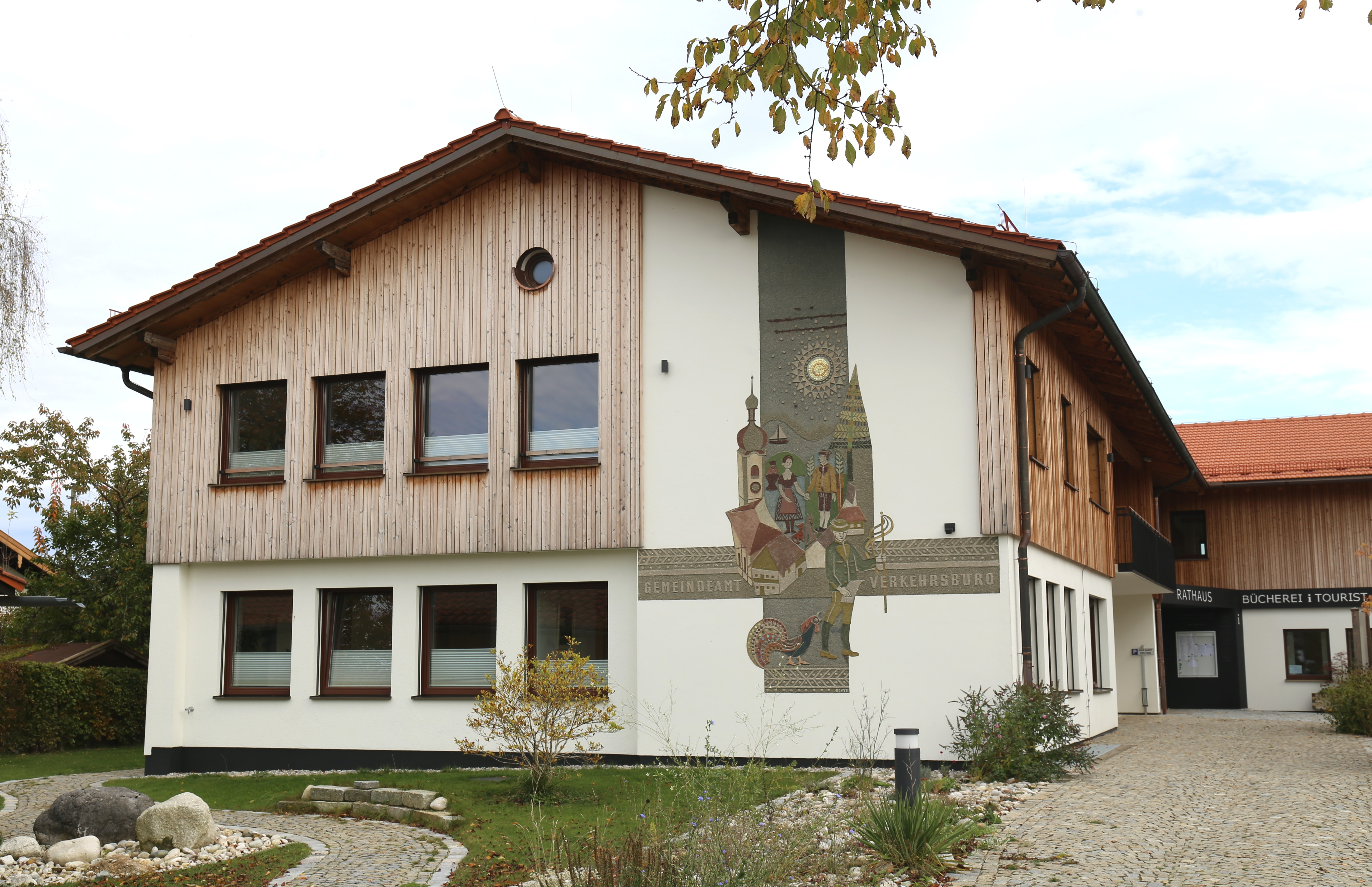
Rathaus

### Gemeinderat
|                                | 2020 | 2014 | 2008 | 2002 |
| ------------------------------ | ---- | ---- | ---- | ---- |
| Sitze insgesamt                | 12   | 12   | 12   | 12   |
| Freie Wähler/Parteifreie/ÜWG 1 | 8    | 8    | 3    | 2    |
| Bürgerliste Breitbrunn         | 4    | 4    | 2    | 3    |
| CSU/Freie Wahlgemeinschaft     | –    | –    | 5    | 5    |
| Unabhängige Wählerschaft       | –    | –    | 2    | 2    |

### Bürgermeister
| Amtszeit  | Name                                               |
| --------- | -------------------------------------------------- |
| –2002     | Franz Leiker (Unabhängige Wählerschaft)            |
| 2002–2014 | Johann Thalhauser (CSU/FWG/Unabhängige Wählersch.) |
| 2014–     | Anton Baumgartner (Parteifreie / ÜWG Breitbrunn)   |

### Wappen
| Wappen von Breitbrunn am Chiemsee | Blasonierung: „Über silbernem Schildfuß, darin ein gemauerter blauer Brunnen, in Rot eine doppeltürmige goldene Kirche in Vorderansicht.“ |
| Wappen von Breitbrunn am Chiemsee | Wappenbegründung: Der gemauerte Brunnen im Schildfuß ergibt ein für den Ortsnamen redendes Bild. Die doppeltürmige Kirche stellt in heraldischer Stilisierung die Domkirche von Herrenchiemsee dar, die 1818 abgerissen wurde; das Langhaus wurde noch als Bräuhaus, die Gruft als Bierkeller genutzt. Die Kirche im Wappen versinnbildlicht die frühere Zugehörigkeit Breitbrunns zur Pfarrei des Augustinerchorherrenstifts Herrenchiemsee. Nach der Säkularisation 1803 wurde Breitbrunn selbst Pfarrei. Das Kloster war im Gemeindegebiet bis 1803 auch als Grundherrschaft von großer Bedeutung. Wappenführung seit 1967. |

## Wirtschaft und Infrastruktur

### Wirtschaft einschließlich Land- und Forstwirtschaft
Es gab im Jahr 2020 nach der amtlichen Statistik im Bereich der Land- und Forstwirtschaft acht, im produzierenden Gewerbe 65 und im Bereich Handel und Verkehr 67 sozialversicherungspflichtig Beschäftigte am Arbeitsort. In sonstigen Wirtschaftsbereichen waren am Arbeitsort 76 Personen sozialversicherungspflichtig beschäftigt. Sozialversicherungspflichtig Beschäftigte am Wohnort gab es insgesamt 544. Im verarbeitenden Gewerbe gab es einen Betrieb, im Bauhauptgewerbe vier Betriebe. Zudem bestanden im Jahr 2016 20 landwirtschaftliche Betriebe mit einer landwirtschaftlich genutzten Fläche von 571 Hektar, davon waren 381 Hektar Dauergrünfläche.

### Bildung

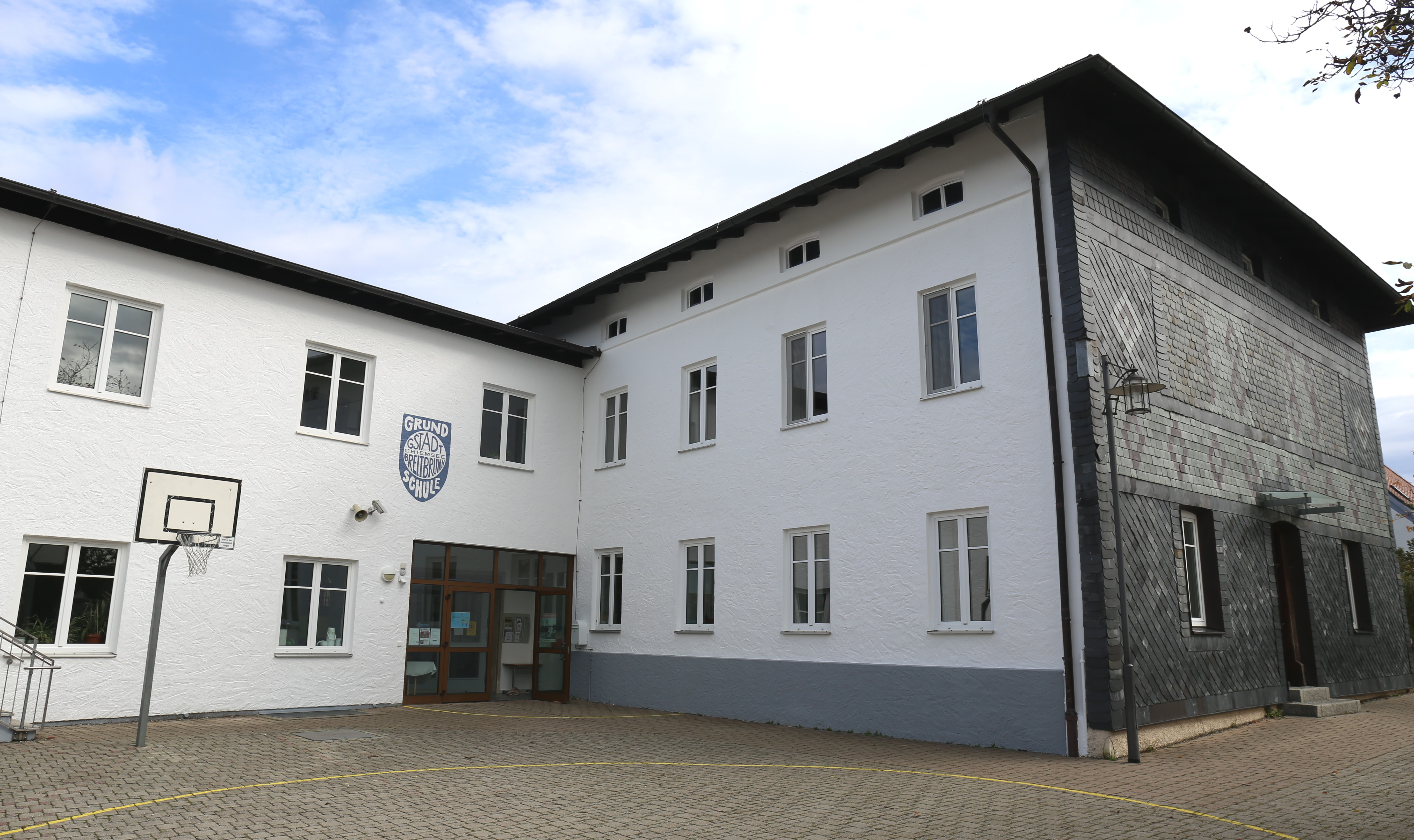
Grundschule Gstadt-Breitbrunn

Es gibt folgende Einrichtungen (Stand: 2021):
- die Grundschule Gstadt-Breitbrunn mit fünf Lehrern und 73 Schülern

### Verkehr
Nächster Bahnhof ist der Intercity-Halt Prien am Chiemsee an der Bahnstrecke Rosenheim–Salzburg, etwa acht Kilometer (Straßenentfernung) südwestlich von Breitbrunn gelegen. Der Hauptort ist durch die Buslinie 9520 an den Regionalverkehr Oberbayern angebunden. Die Buslinie verbindet Breitbrunn am Chiemsee mit Prien am Chiemsee, Rimsting, Gstadt am Chiemsee, Seebruck, Chieming und Traunstein und dessen Bahnhof.

## Persönlichkeiten
- Eugen Croissant (1898–1976), Chiemseemaler, starb in Breitbrunn
- Gunild Keetman (1904–1990), Musikpädagogin, lebte und starb in Breitbrunn
- Horst Mönnich (1918–2014), Schriftsteller, lebte seit 1952 und starb in Breitbrunn
- Hildebert Wagner (1929–2021),  pharmazeutischer Biologe und Phytochemiker, lebte und starb in Breitbrunn
- Franz Meußdoerffer (1949–2019), deutscher Biochemiker, lebte und starb in Breitbrunn

## Ehrenbürger
- Franz Obermair sen.
- Johann Thalhauser[7]